# Bellarmino Bagatti
Bellarmino Bagatti (n. 11 noiembrie 1905, Lari, Toscana, Italia – d. 7 octombrie 1990, Ierusalim, Israel) a fost un arheolog italian din secolul al XX-lea și  preot catolic al Ordinului Franciscan.

## Lucrări
Printre scrierile sale se numără:
- Excavations in Nazareth, volume 1, From the Beginning till the XII Century (1971) and volume II, From the 12th century until Today
- The church from the circumcision: history and archaeology of the Judaeo-Christians.

Teza sa despre Biserica Sionului, Ierusalim (1976) a câștigat sprijinul lui Emmanuel Testa, dar nu este general acceptată de majoritatea arheologilor.